# Магдиев, Тимур Тахманович
Магдиев Тимур Тахманович (род. 5 февраля 1968 года, Махачкала) — советский, российский спортсмен, борец дзюдо и самбо. Заслуженный мастер спорта по дзюдо РФ. Мастер спорта РФ по самбо.  Многократный Чемпион мира по дзюдо и самбо среди мастеров в супертяжелой весовой категории. Общественный деятель.

## Биография
Таганрожец. Окончил среднюю школу № 10.
Отец: Магдиев Тахман Шапиевич (1931 — 2013), лакец, уроженец села Куркли, Дагестанской АССР, кандидат медицинских наук, хирург высшей категории. Долгие годы работал главным хирургом БСМП города Таганрога Ростовской области. Основатель Федерации рукопашного боя в городе Таганроге.
Мать: Магдиева Людмила Абрамовна (1938), инженер, окончила Таганрогский радиотехнический институт (ТРТИ).
Братья: Магдиев Эльдар Тахманович (1960), старший тренер юношеской сборной Российской Федерации по рукопашному бою; Магдиев Олег Тахманович (1963). Сестра: Магдиева Нателла Тахмановна (1973).
Женат, имеет сына и дочь.
Проходил военную службу в рядах Советской армии с 1986 по 1988 годы в Прибалтийском военном округе (Литва).
Окончил Ростовское областное базовое медицинское училище (РОБМУ) по специальности зубной техник (1990); Кубанский государственный университет физкультуры, спорта и туризма (2006); Таганрогский технологический институт ЮФУ (2011).

## Спортивная жизнь
1990 год: Абсолютный чемпион Ростовской области по бодибилдингу;
1991 год: Победитель Чемпионата СССР по каратэ среди профсоюзов;
2000 год: Абсолютный чемпион Стран СНГ по боям без правил; Призёр Чемпионата Европы по боям без правил, финалист Чемпионата мира по смешанным боям MIX-FIGHT M1;
2003 год: Чемпионат мира по самбо среди мастеров (Монте-Карло, Монако) - 1 место - категория +100 кг;
2004 год: Чемпионат мира по дзюдо среди мастеров (Вена, Австрия) - 1 место - категория +100 кг, - 1 место - категория абсолютный вес;
2006 год: Чемпионат мира по дзюдо среди мастеров (Тур, Франция) - 1 место - категория +100 кг;
2008 год: Чемпионат мира по дзюдо среди мастеров (Брюссель, Бельгия) - 1 место - категория +100 кг, - 1 место - категория абсолютный вес, - 1 место - командное первенство;
2008 год: Чемпионат мира по самбо среди мастеров (Минск, Беларусь) - 1 место - категория +100 кг;
2009 год: Чемпионат мира по самбо среди мастеров (Каунас, Латвия) - 1 место - категория +100 кг;
2010 год: Чемпионат мира по дзюдо среди мастеров (Будапешт, Венгрия) - 1 место - категория +100 кг- 1 место - командное первенство;
2011 год: Чемпионат мира по дзюдо среди мастеров (Франкфурт-на-Майне, Германия) - 1 место - командное первенство;
2012 год: Чемпионат мира по самбо среди мастеров (Касабланка, Марокко) - 1 место - категория +100 кг;
2015 год: Чемпионат мира по самбо среди мастеров (Ашдот, Израиль) - 1 место - категория +100 кг;
2018 год: Чемпионат мира по самбо среди мастеров (Касабланка, Марокко) - 1 место - категория +100 кг;
2019 год: Чемпионат мира по самбо среди мастеров ( Кипр, Лимассол) - 1 место -категория +100 кг;
Многократный победитель и призёр международных турниров по боевому самбо и рукопашному бою.